# Долгий Клин
До́лгий Клин (бел. Доўгі Клін) — посёлок в составе Воротынского сельсовета Бобруйского района Могилёвской области Республики Беларусь.

До 6 июня 2006 года Долгий Клин имел статус деревни.

## Население
- 1999 год — 114 человек
- 2010 год — 79 человек